# ファーラップ
ファーラップ（Phar Lap、1926年 - 1932年）は、オセアニアの歴史的競走馬。ニュージーランドで生まれ、オーストラリアで活躍したが、アメリカ合衆国への遠征中に急死した。何者かに毒殺されたといわれている。ニックネームは"The Red Terror"（赤毛の恐怖）、脅威のレーシングマシンなど。

## 生涯

### 誕生
ファーラップは1926年10月4日、ニュージーランド南島の馬産地ティマルの牧場で生まれた。ファーラップは大きな体格の持ち主で、その大きさは1歳にしておよそ17.1ハンド（約174cm）であった。1927年にニュージーランドの首都ウェリントンにあるトレンサム競馬場で行われたセリ市に上場され、オーストラリアの調教師H・T・テルフォードの代理人（テルフォードの弟）によって160ギニーで落札された。テルフォード自身には十分な資力がなく、実業家のJ・D・デーヴィスの協力をとりつけての落札であったが、落札後オーストラリアへ輸送されてきたファーラップをデーヴィスは気に入らず（動きの鈍い、ただの大きな馬にしか見えなかった）、約束を反故にしようとした。テルフォードが説得した結果、デーヴィスは3年間ファーラップの預託料を支払わない、その代わりその間はテルフォードに無償で貸与し、獲得した賞金の3分の2はテルフォードのものになるという条件をつけてファーラップの買い取りに合意した。テルフォードの厩舎で調教を始めたファーラップは間もなく去勢された。

### 競走馬時代
※オーストラリアでは8月がシーズンの開始・終了にあたるため、そのことを踏まえて節を構成する。

#### 1928/1929年
1929年2月、ファーラップはローズヒル競馬場で行われたレースに出走したが着外に敗れた。その後3戦したがいずれも着外に終わり、4月下旬に5戦目で初勝利を挙げた。テルフォードは初勝利を大いに喜び、オーストラリアンダービーにも勝てると発言した。この後ファーラップは休養に入り、3戦1勝で1928/1929年のシーズンを終えた。

#### 1929/1930年
ファーラップは8月に復帰した。復帰後の3戦はいずれも着外であったが4戦目のワーウィックステークスで一流の古馬を相手に4着に健闘し、それを境にファーラップの競走成績は急激に上昇した。ファーラップは9月にローズヒルギニーを勝利して2勝目を挙げると、翌10月5日にはかつてデルフォードが勝利を宣言したオーストラリアンダービーをレコードタイムを記録して優勝、さらに11月にはヴィクトリアダービーもレコードタイムで優勝したのである。シドニー秋三冠のうち2冠と2つのダービーを制したことを受け、陣営はオーストラリアで最も人気の高いレースであるメルボルンカップへの出走を決めた。このレースでファーラップに課された斤量は47.2キロと軽く（メルボルンカップはハンデキャップ競走）、1番人気に支持されたが3着に敗れた。
1930年に入り2月のセントジョージステークスで3着に敗れた後、ファーラップは3月の始めから5月半ばにかけて9連勝を飾った。前年のメルボルンカップで敗れた際には同レースの距離が3200mであったことからスタミナが足りないと評する者もいたが3600mのAJCプレートではメルボルンカップ優勝馬のナイトマーチに10馬身の着差をつけて勝利を収め、評価を改めさせた。「赤毛の恐怖」という呼び名はこの時期につけられたものである。

#### 1930/1931年

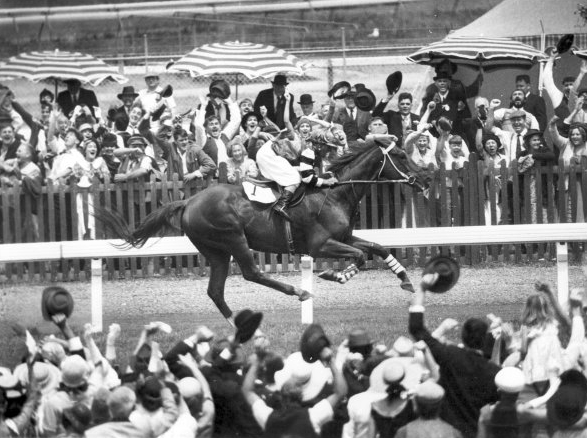
1930年のメルボルンカップにて

9連勝達成後休養を取ったファーラップは8月に復帰した。復帰初戦は2着に敗れたがその後9月半ばから翌1931年3月の始めにかけて14連勝した。メルボルンカップを3日後に控えた1930年11月1日には何者かがファーラップを狙撃する事件が発生したが、これはメルボルンカップに関する賭けでファーラップが圧倒的な人気を集めていたため、配当金を支払いたくないブックメーカーが同馬の出走取り消しを目論んで起こしたのだと噂された（イギリスやオーストラリアにおけるブックメーカーとの賭けでは、賭けの対象となった競走馬が出走を取り消した場合、ブックメーカーは賭け金を返還しなくてよいということになっている）。犯人は捕まっておらず、ブックメーカーではなく新聞記者がスクープ欲しさにやったのだという噂も立った。
ファーラップの連勝は1931年3月7日のC.M.ロイドステークスで2着に敗れたことで途切れたが、レース前にファーラップの担当厩務員は同馬の体調がすぐれないとテルフォードに進言していた。敗戦後テルフォードは出走させたことを悔やみ、ファーラップに休養を取らせることを決めた。なお、この14連勝は当時のオーストラリア競馬の連勝記録であり、長年の間更新されなかったが、2011年10月22日にブラックキャビアが15連勝を記録し、80年7ヶ月ぶりに更新された。
なお、1930年春には前述したデーヴィスとテルフォードとの間で結ばれた契約の期間が満了した。両者は今後のファーラップの所有について協議し、新たにテルフォードがデーヴィスに4000ポンドを支払い2人で共有する契約を結んだ。

#### 1931/1932年
休養を取ったファーラップは8月下旬に復帰した。ファーラップは過去2年とは異なり復帰初戦を勝利し、10月末にかけて8連勝した。11月3日には連覇をかけてメルボルンカップに出走したが、体調が思わしくなかった上に68.1キロの斤量を課せられたことが響き、8着に敗れた。
メルボルンカップ出走後、デーヴィスはメキシコのアグアカリエンテ競馬場で行われる、当時世界最高額となる5万ドルの1着賞金が懸かったアグアカリエンテハンデキャップへの招待を受託し、ファーラップを同国へ遠征させると発表した。テルフォードは乗り気ではなく、遠征に同行しないことにした。1932年1月にオーストラリアを出発したファーラップは急激な気候の変化（1月は南半球は夏、北半球では冬にあたる）に苦しみながらも3月20日にアグアカリエンテハンデキャップに出走し、コースレコードを記録して優勝した。

#### 毒殺
アグアカリエンテハンデ優勝後、デーヴィスはファーラップにアメリカ各地を転戦する計画を立て、その前にカリフォルニア州の牧場でしばらく休養をとらせることにした。しかし4月5日、牧場内で激しい疝痛と高熱に苦しむ姿が調教師によって発見され、数時間後に死亡した。アメリカ政府は死因を疝痛と発表したが、検死の結果砒素が検出され、胃と腸から出血していることが判明すると何者かによって故意に毒殺されたという噂が流れた。オーストラリア国民の間で強烈な反米感情が巻き起こり、両国間に深刻な感情的軋轢を残すこととなった。
ファーラップの詳細な死因は長らく不明であり、毒殺説のほか砒素を含有する農薬を誤飲したことで疝痛を引き起こしたという説などがあったが、2006年10月、オーストラリアの研究機関がシンクロトロンによる解析を行った結果、ファーラップの毛髪から致死量を超える量の砒素が検出され、砒素による毒殺であったとする説が有力となった。ただし、何者がどのような理由からファーラップに砒素を投与したかについては未だに不明である。

### 死後

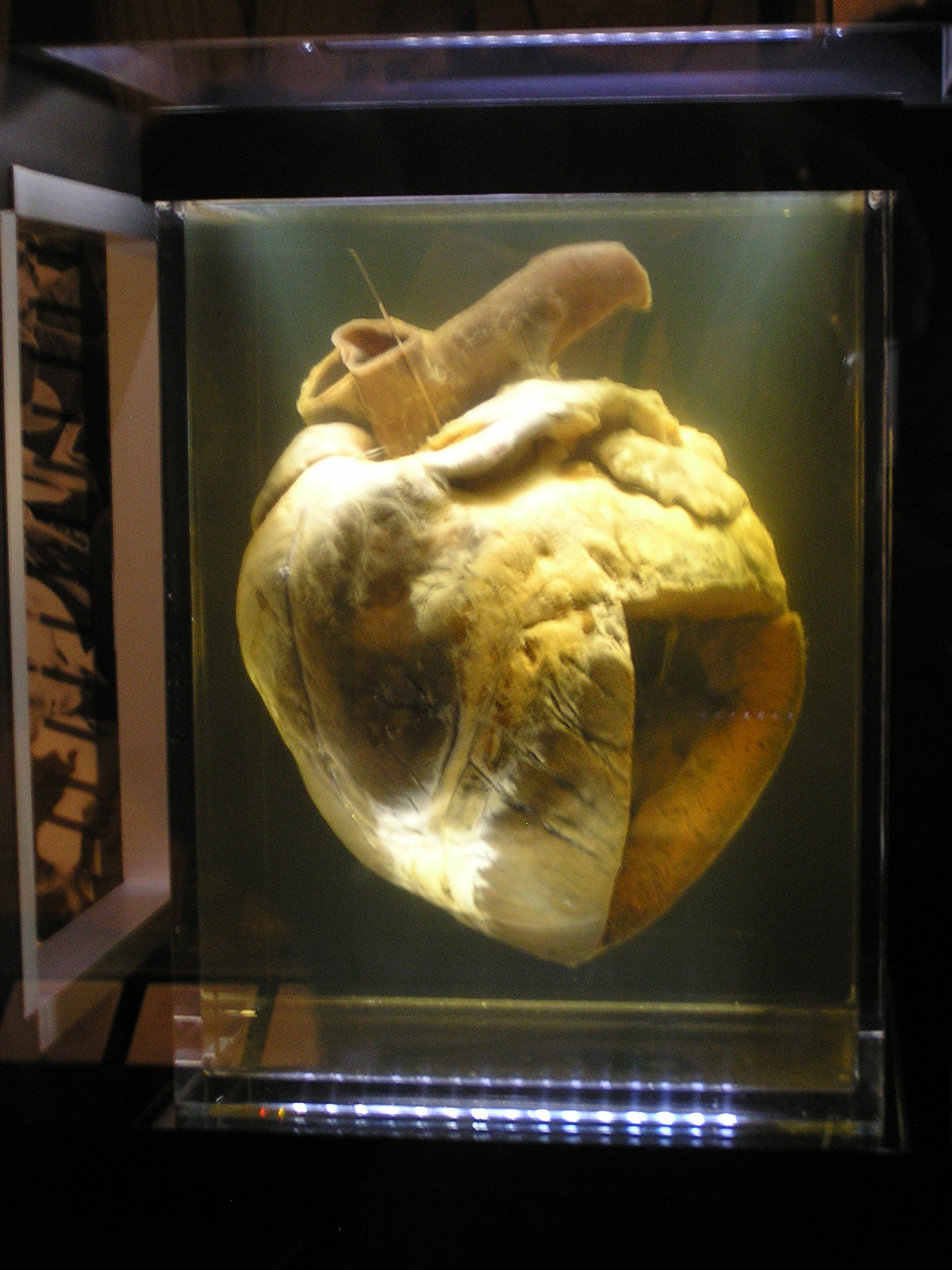
ファーラップの心臓

死後、ファーラップの遺体はオーストラリアへ送り返され、骨格はニュージーランドの国際美術舘（ウェリントン）、心臓（重さは6.3kgあり、通常のサラブレッドの1.5倍以上の大きさであった）はオーストラリアの首都キャンベラの解剖学研究所に寄贈された。オーストラリアでは1983年にファーラップを扱った映画が製作され、大ヒットを記録した。また、"Phar Lap - Farewell To You"（さらばファーラップ）という歌も作られた。1989年にはフレミントン競馬場に銅像が建てられた。
アメリカの競馬情報誌ブラッド・ホースは1999年に、北米の名馬を格付けした『20世紀のアメリカ名馬100選』という表彰企画を誌上で行っているが、ファーラップは北米での戦績がほとんど無かったにも拘らず22位に選出された。
2000年にオーストラリア競馬名誉の殿堂が創設されると、初年度の殿堂選定馬の1頭としてファーラップが選ばれた。また、2006年に創設されたニュージーランド競馬名誉の殿堂においても初年度の殿堂選定で選ばれている。

## 競走成績
| 出走日     | 競馬場             | 競走名                   | 着順 | 騎手         | 距離  | タイム   | 着差    | 1着（2着）馬  |
| ---------- | ------------------ | ------------------------ | ---- | ------------ | ----- | -------- | ------- | ------------- |
| 1929. 2.23 | ローズヒル         | ナーサリーH              | 9着  | H.マーティン | T5.5F | 不明     | 不明    | Exact         |
| 3. 2       | ホークスベリー     | 2歳H                     | 8着  | 不明         | T5F   | 不明     | 不明    | Sheila        |
| 3.16       | ローズヒル         | ナーサリーH              | 15着 | 不明         | T6F   | 不明     | 不明    | My Talisman   |
| 4. 1       | ランドウィック     | イースターS              | 11着 | J.ベーカー   | T7F   | 不明     | 不明    | Carradale     |
| 4.27       | ローズヒル         | 2歳未勝利H               | 1着  | J.ベーカー   | T6F   | 1.15.50  | 1/2身   | (Voleuse)     |
| 1929.08. 3 | ランドウィック     | デナムコートH            | 21着 | 不明         | T6F   | 不明     | 不明    | Killamey      |
| 8.17       | ローズヒル         | 3歳H                     | 8着  | 不明         | T7F   | 不明     | 不明    | Firbolg       |
| 8.24       | ローズヒル         | 3歳&4歳H                 | 15着 | 不明         | T7F   | 不明     | 不明    | Ticino        |
| 8.31       | ランドウィック     | ワーウィックS            | 4着  | 不明         | T8F   | 不明     | 不明    | Limerick      |
| 9.14       | ランドウィック     | チェルムスフォードS      | 2着  | J.ブラウン   | T9F   | 不明     | 不明    | Millison      |
| 9.21       | ローズヒル         | ローズヒルギニー         | 1着  | J.ムンロ     | T9F   | 1.52.00  | 3身     | (Lorason)     |
| 10. 5      | ランドウィック     | オーストラリアンダービー | 1着  | J.パイク     | T12F  | 2.31.25  | 3 1/2身 | (Carradale)   |
| 10. 9      | ランドウィック     | AJCクレイヴンプレート    | 1着  | W.ダンカン   | T10F  | 2.31.12  | 4身     | (Mollison)    |
| 11. 2      | フレミントン       | ヴィクトリアダービー     | 1着  | J.パイク     | T12F  | R2.31.25 | 2身     | (Carradale)   |
| 11. 5      | フレミントン       | メルボルンC              | 3着  | R.ルイス     | T16F  | 不明     | 不明    | Nightmarch    |
| 1930. 2.15 | コーフィールド     | セントジョージS          | 3着  | R.ルイス     | T5.5F | 不明     | 不明    | Amounis       |
| 3. 1       | フレミントン       | セントレジャーS          | 1着  | J.パイク     | T14F  | 3.01.25  | 5身     | (Sir Ribble)  |
| 3. 6       | フレミントン       | ガヴァナーズプレート     | 1着  | W.エリオット | T12F  | 2.30.25  | 4身     | (Lineage)     |
| 3. 8       | フレミントン       | キングズプレート         | 1着  | W.エリオット | T16F  | 3.25.00  | 20身    | (Second Wind) |
| 4.12       | ランドウィック     | チッピングノートンS      | 1着  | J.パイク     | T10F  | 2.06.00  | 2身     | (Amounis)     |
| 4.19       | ランドウィック     | AJCセントレジャー        | 1着  | J.パイク     | T14F  | 3.07.00  | 3 1/2身 | (Sir Ribble)  |
| 4.23       | ランドウィック     | カンバーランドS          | 1着  | W.エリオット | T14F  | 2.58.25  | 2身     | (Donald)      |
| 4.26       | ランドウィック     | AJCプレート              | 1着  | W.エリオット | T18F  | 3.49.50  | 10身    | (Nightmarch)  |
| 5.1        | モーフェットビル   | エルダーS                | 1着  | W.エリオット | T9F   | 1.52.00  | 5身     | (Fruition)    |
| 5.17       | モーフェットビル   | キングズC                | 1着  | J.パイク     | T12F  | 2.34.00  | 3 1/2身 | (Nadean)      |
| 1930. 8.3  | ランドウィック     | ワーリックS              | 2着  | J.パイク     | T8F   | 不明     | 不明    | Amounis       |
| 9.13       | ランドウィック     | チェルムスフォードS      | 1着  | J.パイク     | T9F   | 1.51.50  | 2 1/2身 | (Nightmarch)  |
| 9.2        | ローズヒル         | ヒルS                    | 1着  | J.パイク     | T8F   | 1.40.00  | 1 1/2身 | (Nightmarch)  |
| 10. 4      | ランドウィック     | スプリングS              | 1着  | J.パイク     | T12F  | 2.33.25  | 1/2身   | (Nightmarch)  |
| 10. 8      | ランドウィック     | クレイヴンプレート       | 1着  | J.パイク     | T10F  | R2.03.00 | 6身     | (Nightmarch)  |
| 10.11      | ランドウィック     | ランドウィックプレート   | 1着  | J.パイク     | T16F  | 3.36.50  | 2身     | (Donald)      |
| 10.25      | ムーニーバレー     | コックスプレート         | 1着  | J.パイク     | T9.5F | 1.59.25  | 4身     | (TreGIlla)    |
| 11. 1      | フレミントン       | メルボルンS              | 1着  | J.パイク     | T10F  | 2.04.50  | 3身     | (TreGIlla)    |
| 11. 4      | フレミントン       | メルボルンC              | 1着  | J.パイク     | T16F  | 3.27.75  | 3身     | (Second Wind) |
| 11. 6      | フレミントン       | リンリスゴウS            | 1着  | J.パイク     | T8F   | 1.37.00  | 4身     | (Mollison)    |
| 11. 8      | フレミントン       | C.B.フィッシャープレート | 1着  | J.パイク     | T12F  | 2.48.25  | 3 1/2身 | (Second Wind) |
| 1931. 2.14 | コーフィールド     | セントジョージS          | 1着  | J.パイク     | T9F   | 1.54.75  | 2 1/2身 | (Induna)      |
| 2.21       | コーフィールド     | フューチュリティS        | 1着  | J.パイク     | T7F   | 1.27.25  | クビ    | (Mystic)      |
| 2.28       | フレミントン       | エッセンドンS            | 1着  | J.パイク     | T10F  | 2.05.50  | 3身     | (Lampra)      |
| 3. 4       | フレミントン       | キングズプレート         | 1着  | J.パイク     | T12F  | 2.37.25  | 1 1/4身 | (Glare)       |
| 3. 7       | フレミントン       | C.M.ロイドS              | 2着  | J.パイク     | T8F   | 不明     | 不明    | Waterline     |
| 1931. 8.25 | ウィリアムズタウン | アンダーウッドS          | 1着  | W.エリオット | T8F   | 1.42.50  | 1 3/4身 | (Rondalina)   |
| 9. 5       | コーフィールド     | メムジーS                | 1着  | J.パイク     | T8F   | 1.52.75  | 3 1/2身 | (Rondalina)   |
| 9.19       | ローズヒル         | ヒルS                    | 1着  | J.パイク     | T8F   | 1.39.50  | 1 1/2身 | (Chide)       |
| 10. 3      | ランドウィック     | スプリングS              | 1着  | J.パイク     | T12F  | 2.33.75  | 1 1/4身 | (Chide)       |
| 10. 7      | ランドウィック     | クレイヴンプレート       | 1着  | J.パイク     | T10F  | R2.02.50 | 4身     | (Pentheus)    |
| 10.1       | ランドウィック     | ランドウィックプレート   | 1着  | J.パイク     | T16F  | 3.31.00  | 4身     | (Chide)       |
| 10.24      | ムーニーバレー     | コックスプレート         | 1着  | J.パイク     | T9.5F | 2.01.50  | 2 1/2身 | (Chatham)     |
| 10.31      | フレミントン       | メルボルンS              | 1着  | J.パイク     | T10F  | 2.06.50  | 1/2身   | (Concentrate) |
| 11. 3      | フレミントン       | メルボルンC              | 8着  | J.パイク     | T16F  | 不明     | 不明    | White Nose    |
| 1932. 3.20 | アグアカリエンテ   | アグアカリエンテH        | 1着  | W.エリオット | D10F  | R2.02.80 | 2身     | (Reveile Boy) |

- タイム欄のRはレコード勝ちを示す。

## 表彰
- ニュージーランド殿堂馬
- オーストラリア殿堂馬
- 1930年メルボルンカップ - オーストラリアのスポーツ名場面、第7位（SMHによる2006年の調査）
- 20世紀のアメリカ名馬第22位
- タイムフォーム・レイティング138ポンド（第30位）

## 血統
ニュージーランドの名牝サンラインはファーラップの全姉Fortune's Wheelの子孫である。
| ファーラップの血統（ベンドア系（エクリプス系） / St.Simon5×4=9.38%、Musket5×5=6.25%） | ファーラップの血統（ベンドア系（エクリプス系） / St.Simon5×4=9.38%、Musket5×5=6.25%） | ファーラップの血統（ベンドア系（エクリプス系） / St.Simon5×4=9.38%、Musket5×5=6.25%） | （血統表の出典）   | （血統表の出典） |
| 父 Night Raid イギリス 1918 栗毛                                                      | 父の父Radium 1903 黒鹿毛                                                              | Bend Or                                                                               | Doncaster          | Doncaster        |
| 父 Night Raid イギリス 1918 栗毛                                                      | 父の父Radium 1903 黒鹿毛                                                              | Bend Or                                                                               | Rouge Rose         |                  |
| 父 Night Raid イギリス 1918 栗毛                                                      | 父の父Radium 1903 黒鹿毛                                                              | Taia                                                                                  | Donovan            | Donovan          |
| 父 Night Raid イギリス 1918 栗毛                                                      | 父の父Radium 1903 黒鹿毛                                                              | Taia                                                                                  | Eira               |                  |
| 父 Night Raid イギリス 1918 栗毛                                                      | 父の母Sentiment 1912 鹿毛                                                             | Spearmint                                                                             | Carbine            | Carbine          |
| 父 Night Raid イギリス 1918 栗毛                                                      | 父の母Sentiment 1912 鹿毛                                                             | Spearmint                                                                             | Maid of the Mint   |                  |
| 父 Night Raid イギリス 1918 栗毛                                                      | 父の母Sentiment 1912 鹿毛                                                             | Flair                                                                                 | St.Frusquin        | St.Frusquin      |
| 父 Night Raid イギリス 1918 栗毛                                                      | 父の母Sentiment 1912 鹿毛                                                             | Flair                                                                                 | Glare              |                  |
| 母 Entreaty ニュージーランド 1920 黒鹿毛                                              | 母の父Winkie 1912 栗毛                                                                | William the Third                                                                     | St.Simon           | St.Simon         |
| 母 Entreaty ニュージーランド 1920 黒鹿毛                                              | 母の父Winkie 1912 栗毛                                                                | William the Third                                                                     | Gravity            |                  |
| 母 Entreaty ニュージーランド 1920 黒鹿毛                                              | 母の父Winkie 1912 栗毛                                                                | Conjure                                                                               | Juggler            | Juggler          |
| 母 Entreaty ニュージーランド 1920 黒鹿毛                                              | 母の父Winkie 1912 栗毛                                                                | Conjure                                                                               | Connie             |                  |
| 母 Entreaty ニュージーランド 1920 黒鹿毛                                              | 母の母Prayer Wheel 1905 鹿毛                                                          | Pilgrim's Progress                                                                    | Isonomy            | Isonomy          |
| 母 Entreaty ニュージーランド 1920 黒鹿毛                                              | 母の母Prayer Wheel 1905 鹿毛                                                          | Pilgrim's Progress                                                                    | Pilgrimage         |                  |
| 母 Entreaty ニュージーランド 1920 黒鹿毛                                              | 母の母Prayer Wheel 1905 鹿毛                                                          | Catherine Wheel                                                                       | Maxim              | Maxim            |
| 母 Entreaty ニュージーランド 1920 黒鹿毛                                              | 母の母Prayer Wheel 1905 鹿毛                                                          | Catherine Wheel                                                                       | Miss Kate F-No.2-r |                  |